# Kaha perplexa
Kaha perplexa är en insektsart som beskrevs av Frederick Arthur Godfrey Muir 1914. Kaha perplexa ingår i släktet Kaha och familjen Derbidae. Inga underarter finns listade i Catalogue of Life.